# Lophophora (bướm đêm)
Lophophora  là một chi bướm đêm thuộc họ Erebidae.

## Hình ảnh

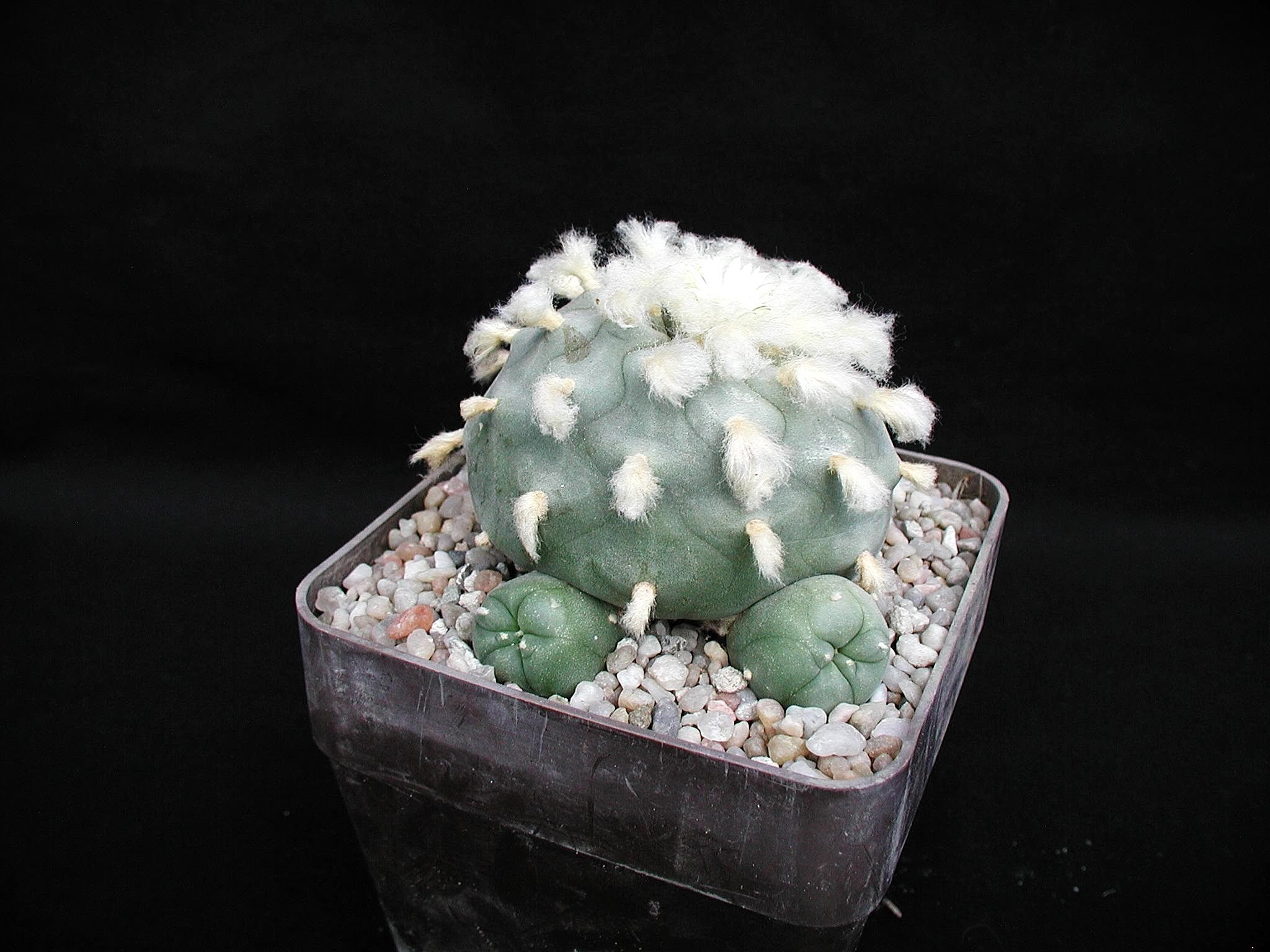
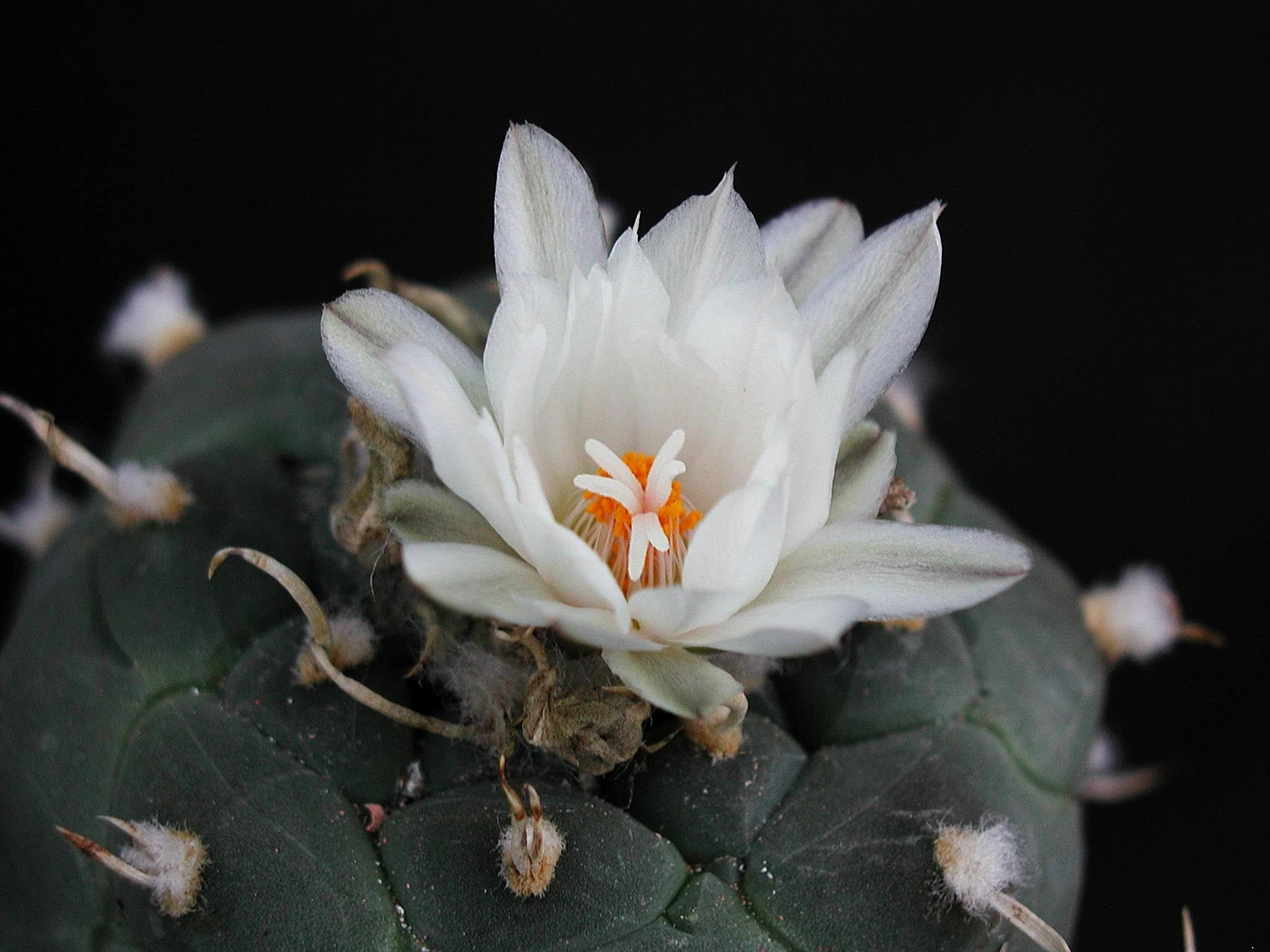

## Loài
- Lophophora clanymoides
- Lophophora evan
- Lophophora latipennis
- Lophophora polycyma
- Lophophora thaumasalis